# 아게다

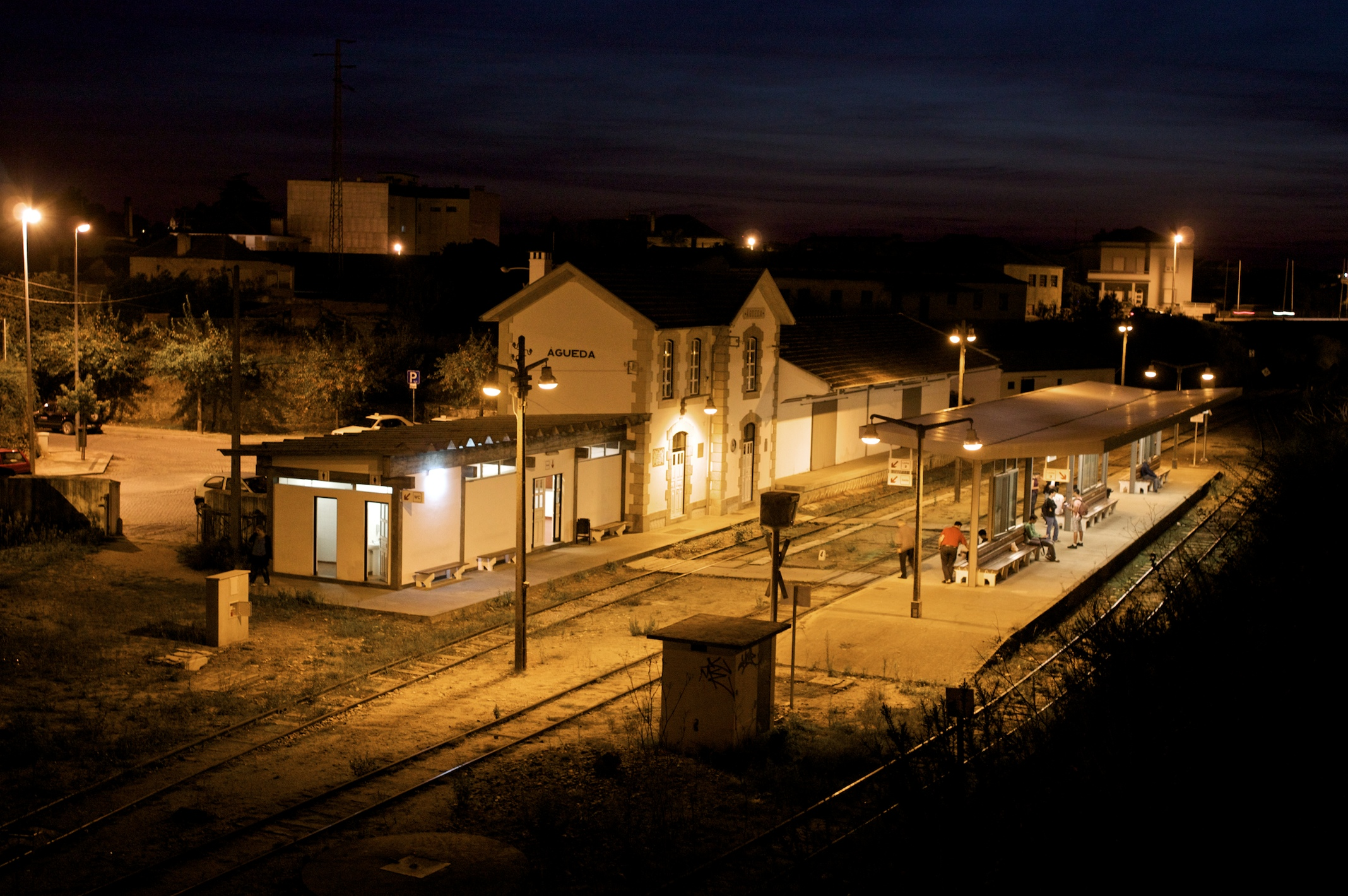
아게다 철도역

아게다의 위치

아게다(포르투갈어: Águeda)는 포르투갈 아베이루 현에 위치한 도시로 면적은 335.27km2, 높이는 28m, 인구는 47,729명(2011년 기준), 인구 밀도는 140명/km2이다.

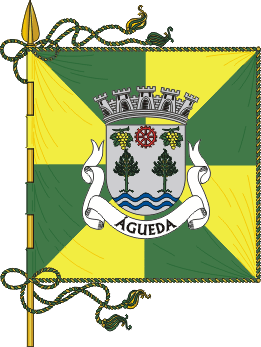
시기
시 문장

## 인구
| 연도 | 인구   | ±%      |
| ---- | ------ | ------- |
| 1849 | 9,247  | —       |
| 1900 | 20,416 | +120.8% |
| 1930 | 25,982 | +27.3%  |
| 1960 | 35,274 | +35.8%  |
| 1981 | 43,216 | +22.5%  |
| 1991 | 44,045 | +1.9%   |
| 2001 | 49,041 | +11.3%  |
| 2008 | 49,857 | +1.7%   |
| 2011 | 47,729 | −4.3%   |